# Ich bin kein Casanova
Ich bin kein Casanova ist eine österreichische Filmkomödie aus dem Jahr 1959 mit den Hauptdarstellern Gerlinde Locker und Peter Alexander. Regisseur Géza von Cziffra orientierte sich dabei im Wesentlichen an seiner älteren Verfilmung Der falsche Adam.

## Handlung
Der Student Peter Keller wird von dem neureichen Ehepaar Pirkner als Butler angestellt, um ihnen gute Manieren beizubringen.
Ferry und Adrienne Pirkner werden in San Remo von dem Amerikaner Sam Manning zu einer wichtigen Geschäftsverhandlung erwartet. Wegen des ungehobelten Verhaltens von Herrn Pirkner tauschen Peter Keller und Ferry Pirkner die Rollen, um bei Manning einen guten Eindruck zu machen.
Peter verliebt sich in die Zufallsbekanntschaft Daisy – ohne zu ahnen, dass sie Mannings Tochter ist.

## Lieder
- Melodien zum Verlieben
- Espresso-Café
- Titino Tinn
- Valentina

## Kritiken
- Lexikon des internationalen Films: Banales Verwechslungslustspiel; ein sichtlich im Eilverfahren aufs Zelluloid gebannter Peter-Alexander-"Spaß".[1]

- Rheinische Post: Ein zwangloses Lustspiel.

- Filmblätter: Leichte Unterhaltung mit Schmiß.